# Josepha Barbara Auernhammer
Josepha Barbara Auernhammer   (Viena, 25 de setembre de 1758 - Viena, 30 de gener de 1820) fou una pianista i compositora austríaca, onzè fill de Johann Michael (no "von") Auernhammer i Elisabeth Timmer.

## Vida i obra
Josepha Barbara Auernhammer va estudiar amb Georg Friedrich Richter,Leopold Kozeluch i des del 1781 amb Mozart, de qui es va enamorar. El 27 de juny de 1781, Mozart va escriure sobre ella: 
| «                                                                                       | (alemany) Ich bin fast täglich nach Tisch bei H: v: Auerhammer; – Die freulle ist ein scheusal! – spielt aber zum entzücken; nur geht ihr der Wahre, feine singende geschmack im Cantabile ab; sie verzupft alles. | (català) Vaig gairebé cada dia, després de sopar a ca n'Auerhammer; - La senyoreta és un monstre! - però toca de manera deliciosa; tot i que li manca la qualitat genuïna i cabdal del cantabile; s'arrenca massa. | » |
| — Helmut Breidenstein, Mozarts Tempo-System: Ein Handbuch für die professionelle Praxis | | |   |

Aquell any, Mozart va dedicar-li les sonates per a piano i violí K. 296, K. 376 i K. 380. (La dedicatòria a Auernhammer per a l'edició de les variacions de piano "Ah, vous dirais je, maman" KV 265 va ser afegida el 1785 per l'editor Christoph Torricella.)
Auernhammer va corregir la publicació de diverses sonates de Mozart. L'Abat Stadler descriu la seva forma de tocar el piano amb Mozart com a molt profunda. Durant un concert privat a Viena, el 23 de novembre de 1781, va tocar amb Mozart la Sonata per a dos pianos K. 448 i el doble Concert K. 365. Van interpretar altres concerts junts el gener de 1782 i el 26 de maig de 1782.
Després de la mort de son pare, Mozart va proporcionar a Auernhammer allotjament a ca la baronessa Waldstätten. El 1786 Auernhammer es va casar amb Johann Bessenig (vers 1752-1837), amb qui va tenir quatre fills. Participà regularment a concerts privats i al Burgtheater. Així, el 25 de març de 1801, immediatament després de la fi de la composició, va tocar el Concert per a piano en do major, Op 15, de Ludwig van Beethoven. El seu darrer concert públic va ser el 21 de març de 1813 amb la seva filla, Marianna Auenheim, que era una coneguda professora i pianista.
Auernhammer va escriure principalment música per a piano, en particular variacions, que es caracteritzen per un coneixement profund de les tècniques pianístiques i l'ús hàbil de l'instrument. Va publicar deu llibres de « Variacions per a piano ». En un quadern manuscrit, va recollir sis lieders alemanys (1790).
Va morir a Viena i va ser enterrada al cementiri de Sankt Marx.

## Obres (selecció)
- Dix Variations composées et dediées a Madame la Baronne de Braun par Madame Jos. Aurnhammer, Op. 63